# Heidi Andreasen
Heidi Andreasen (18 de diciembre de 1985) es una deportista feroesa que compitió en natación adaptada. Ganó cinco medallas en los Juegos Paralímpicos de Verano en los años 2000 y 2004.

## Palmarés internacional
| Juegos Paralímpicos | Juegos Paralímpicos | Juegos Paralímpicos | Juegos Paralímpicos |
| Año                 | Lugar               | Medalla             | Prueba              |
| ------------------- | ------------------- | ------------------- | ------------------- |
| 2000                | Sídney (Australia)  | Medalla de plata    | 50 m libre S8       |
| 2000                | Sídney (Australia)  | Medalla de plata    | 100 m libre S8      |
| 2000                | Sídney (Australia)  | Medalla de plata    | 400 m libre S8      |
| 2000                | Sídney (Australia)  | Medalla de bronce   | 100 m espalda S8    |
| 2004                | Atenas (Grecia)     | Medalla de bronce   | 400 m libre S8      |